# Magdalenaea limae
Magdalenaea es un género monotípico de plantas fanerógamas perteneciente a la familia Orobanchaceae. Su única especie: Magdalenaea limae, es originaria de Brasil. 

## Taxonomía
Magdalenaea limae fue descrita por Alexander Curt Brade y publicado en Arquivos do Instituto de Biologia Vegetal 1(3): 236. 1935.